# Nowosielce (stacja kolejowa)
Nowosielce – stacja kolejowa w Nowosielcach, w województwie podkarpackim, w Polsce, na linii Stróże – Krościenko. Znajduje się tu jeden peron. Stacja jest obsługiwana wyłącznie przez pociągi osobowe Przewozów Regionalnych.

## Ruch pasażerski
| Rok  | Wymiana pasażerska na dobę |
| ---- | -------------------------- |
| 2017 | 0-9                        |
| 2022 | 0-9                        |

W noc sylwestrową 31 grudnia 1945 stacja została zniszczona przez UPA, zaś po odbudowaniu infrastruktury (budynek dworca kolejowe, place, rampy wyładowcze) została oddana uroczyście do użytku 22 czerwca 1986.

## Połączenia
- Jasło
- Zagórz